# فرانسیس لیسر
فرانسیس لیسر (انگلیسی: Francis Llacer؛ زادهٔ ۹ سپتامبر ۱۹۷۱) بازیکن فوتبال اهل فرانسه است.
از باشگاه‌هایی که در آن بازی کرده‌است می‌توان به باشگاه فوتبال استراسبورگ، باشگاه فوتبال پاری سن ژرمن، باشگاه ورزشی مون‌پلیه، و باشگاه فوتبال سن-اتین اشاره کرد.
وی همچنین در تیم‌های ملی فوتبال زیر ۲۱ سال فرانسه بازی کرده‌است.